# Tintin i Sovjet

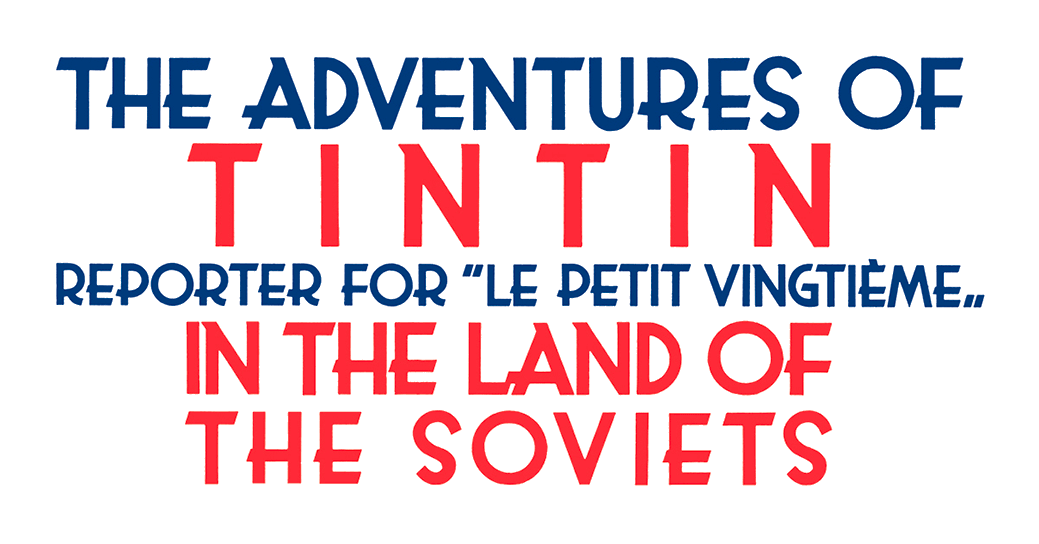

Tintin i Sovjet, fransk originaltitel: Les Aventures de Tintin, reporter du Petit "Vingtième", au pays des Soviets, eller Tintin au pays de Soviets, är det första av seriealbumen om den unge reportern Tintin, skrivna och illustrerade av den belgiske serietecknaren Hergé.

## Bakgrund
Albumet gjordes i svartvitt som beställningsverk på uppdrag av Norbert Wallez, abbot och redaktör och chef för av den belgiska tidningen Le Vingtième Siècle. Wallez stod politiskt mycket långt till höger och Hergé, som aldrig satt sin fot i Sovjetunionen, fick pussla ihop sin fiktiva handling med bakgrundsinformation från boken Moscou sans voiles, sv: "Moskva utan slöjor", av Joseph Douillet, en före detta diplomat.
Historien publicerades ursprungligen som följetong i barnsektionen av Le Petit Vingtième under perioden 10 januari 1929–11 maj 1930 och har därför ett klassiskt följetongsupplägg; något spännande eller överraskande händer nästan undantagslöst i slutet av varannan sida, vilket alltså motsvarade slutet av veckans avsnitt. År 1930 gavs berättelsen ut som seriealbum. Sovjetunionen beskrivs som fallfärdigt och bland annat visas det upp industrier som egentligen är bluff och så kallade potemkinkulisser.
Albumet kom först ut på svenska 1975 i boken Från Hergés arkiv översatt av Karin och Allan B. Janzon. I samma bok fanns också Hergés första serie, Totor, lämlarnas patrulledare med. Till skillnad från de andra tidiga svartvita albumen tecknades detta inte om senare och gavs ut i färg. 1984 gavs den ut som ett enskilt faksimilalbum som inte ingick i den svenska numreringen av albumen. 2004, lagom till 75-årsjubileet av serien Tintin, gavs albumet ut i nyöversättning, gjort av Björn Wahlberg med numreringen nummer 1.
Den 11 januari 2017 gav förlaget Casterman för första gången ut albumet i färg på den franskspråkiga marknaden.